# 温泉法
温泉法（おんせんほう、昭和23年法律第125号）は、温泉の保護に関する日本の法律である。

## 目的
この法律は、温泉を保護し、温泉の採取等に伴い発生する可燃性天然ガスによる災害を防止し、及び温泉の利用の適正を図り、もって公共の福祉の増進に寄与することを目的とする（第1条）。

## 内容
温泉を湧出させるための土地の掘削の許可、温泉源からの温泉の採取の許可、温泉の利用の許可、温泉成分等の表示等に関して規定している。
近年の改正では、温泉偽装問題に対応するため、温泉を公共の浴用または飲用に供する者に対して、温泉法施行令で規定する10年以内ごとに温泉分析書の提出を義務付けた。また、東京都渋谷区の松濤温泉シエスパにおける爆発事故を受けて、温泉の採取等に伴い発生する可燃性天然ガスによる災害を防止するための、温泉を湧出させる目的で行う土地の掘削等に係る許可の基準の見直し、温泉の採取に係る許可制度の創設の措置がとられた。

## 温泉の定義
地中から湧出する温水、鉱水及び水蒸気その他のガス（炭化水素を主成分とする天然ガスを除く。）で、次に掲げる温度または物質を有するものをいう（第2条第1項）。
1. 泉源における水温が摂氏25度以上（摂氏25度未満のものは、冷泉または鉱泉と呼ぶ事がある）。
2. 以下の成分のうち、いずれか1つ以上のものを含む。

| 成分                                          | 1kg当たりの含有量の下限値 |
| --------------------------------------------- | ------------------------- |
| 溶存物質（ガス性のものを除く。）              | 総量1000mg                |
| 遊離炭酸 （CO2）                              | 250mg                     |
| リチウムイオン （Li+）                        | 1mg                       |
| ストロンチウムイオン （Sr++）                 | 10mg                      |
| バリウムイオン （Ba++）                       | 5mg                       |
| フェロ又はフェリイオン （Fe++、Fe+++）        | 10mg                      |
| 第一マンガンイオン （Mn++）                   | 10mg                      |
| 水素イオン （H+）                             | 1mg                       |
| 臭素イオン （Br-）                            | 5mg                       |
| 沃素イオン （I-）                             | 1mg                       |
| フッ素イオン （F-）                           | 2mg                       |
| ヒ酸水素イオン （HAsO4--）                    | 1.3mg                     |
| メタ亜ひ酸 （HAsO2）                          | 1mg                       |
| 総硫黄 （S）[HS-、S2O3--、H2S に対応するもの] | 1mg                       |
| メタホウ酸 （HBO2）                           | 5mg                       |
| メタけい酸 （H2SiO3）                         | 50mg                      |
| 重炭酸ソーダ （NaHCO3）                       | 340mg                     |
| ラドン （Rn）                                 | 20×10-10Ci                |
| ラジウム塩 （Raとして）                       | 1×10-8mg                  |

## 構成
- 第1章 総則（第1条・第2条）
- 第2章 温泉の保護等（第3条 - 第14条）
- 第3章 温泉の採取に伴う災害の防止（第14条の2 - 第14条の10）
- 第4章 温泉の利用（第15条 - 第31条）
- 第5章 諮問及び聴聞（第32条・第33条）
- 第6章 雑則（第34条 - 第37条）
- 第7章 罰則（第38条 - 第43条）
- 附則